# 骆有庆
骆有庆，浙江人，北京林业大学教授，主要从事林业重大生物灾害林木钻蛀性害虫等方面的研究。入选中华人民共和国教育部第七批"长江学者"特聘教授，曾就读于南京林产工业学院（今南京林业大学）。